# 钟山大田戏台
钟山大田戏台，位于中国广西壮族自治区钟山县公安公社大田村，为一个省级文物保护单位，类型为古建筑及历史纪念建筑物，为第二批广西壮族自治区文物保护单位，公布时间为1981年8月25日。
钟山大田戏台的历史年代为清。